# 短鰭非鯽
短鰭非鯽，為輻鰭魚綱鱸形目隆頭魚亞目慈鯛科的其中一種，分布於非洲幾內亞比索至賴比瑞亞淡水流域，體長可達24.8公分，棲息在底層水域，生活習性不明。

## 擴展閱讀
維基物種上的相關：短鰭非鯽